# Епифан (гностик)
Епифан (др.-греч. Ἐπιφανής, II век) — христианский гностик, сын и ученик Карпократа. Прожил короткую жизнь (17 лет) и написал книгу «О справедливости». О нём известно только из «Строматов» Климента Александрийского (ок. 150—215). По словам Климента, Епифан был столь популярен, что ему поклонялись как богу; впрочем, современные учёные (Е. В. Афонасин) в этом сомневаются. Владимир Соловьёв отмечал распространение и почитание образа Епифана среди карпократов.
Учение Епифана представляет собой раннюю форму коммунизма. Он говорит о Боге как о Творце природной гармонии, справедливость которой заключается в принадлежности мира всем населяющим его существам. Человек же, по Епифану, произвёл закон, освящающий собственность, и тем нарушил божественную справедливость. Путь к утраченной гармонии Епифан видит в отмене частной собственности и учреждении общности жён. Епифан критикует даже библейский текст, считая противоречащей всему устройству мира десятую заповедь.
Книга Епифана привлекала внимание спустя длительное время, автора сравнивали с Прудоном и Руссо. Ренан писал: «Епифан не столько христианин, сколько утопист. Идея абсолютной справедливости завела его в дебри… Сбитый с толку „Республикой“ Платона, которой он поверил серьёзно, он дошел до самых плачевных софизмов».
В некоторых списках Иринея Лионского (ок. 130—202) упоминается другой гностик Епифан, принадлежавший к течению валентиниан, но сейчас считается, что его имя возникло из-за ошибки писца.